# Nils Nicklén
Nils Nicklén (Nils Ole Nicklén; * 9. Februar 1917 in Karjaa; † 9. Mai 1995 in Helsinki) war ein finnischer Hochspringer.
1946 gewann er Bronze bei den Leichtathletik-Europameisterschaften in Oslo. Bei den Olympischen Spielen 1948 in London gelang ihm im Finale kein gültiger Versuch.
Sechsmal wurde er Finnischer Meister (1940, 1943, 1945, 1946, 1949, 1951). Seine persönliche Bestleistung von 2,00 m stellte er am 17. August 1939 in Stockholm auf.